# Stanisław Szatkowski
Stanisław Lech Szatkowski (ur. 5 maja 1949 w Wałbrzychu) – polski polityk, samorządowiec, w latach 2001–2006 wojewoda warmińsko-mazurski.

## Życiorys
Ukończył studia w Wyższej Szkole Pedagogicznej w Olsztynie. W 1979 rozpoczął pracę w Urzędzie Wojewódzkim jako inspektor, później był dyrektorem generalnym tego urzędu. W latach 90. prowadził własną działalność gospodarczą.
Należał do PZPR, następnie do SdRP, a w 1999 wstąpił do Sojuszu Lewicy Demokratycznej. W latach 1999–2004 przewodniczył radzie wojewódzkiej tej partii. W 2018 został przewodniczącym olsztyńskich struktur SLD.
Od 1998 do 2001 sprawował mandat radnego sejmiku warmińsko-mazurskiego, w którym kierował klubem radnych SLD. Następnie do 2006 zajmował stanowisko wojewody warmińsko-mazurskiego. W wyborach samorządowych w 2006 uzyskał mandat radnego Olsztyna. Również w 2006 objął stanowisko zastępcy dyrektora Wojewódzkiego Ośrodka Ruchu Drogowego w Olsztynie, a w 2013 dyrektora tego ośrodka. Został odwołany z tej funkcji w czerwcu 2019.
Odznaczony Krzyżem Kawalerskim Orderu Odrodzenia Polski (2001), odznaką honorową „Zasłużony dla Warmii i Mazur”, Złotym Odznaczeniem im. Janka Krasickiego.